# Exécutable MZ (MS-DOS)
 (mai 2020).
Si vous disposez d'ouvrages ou d'articles de référence ou si vous connaissez des sites web de qualité traitant du thème abordé ici, merci de compléter l'article en donnant les références utiles à sa vérifiabilité et en les liant à la section « Notes et références ».
Le format MZ de MS-DOS est un format d'exécutables utilisé par le système d'exploitation MS-DOS et compatible nativement sur les versions 16 bits de Microsoft Windows. Il est connu pour comporter comme signature les initiales MZ, du développeur du format Mark Zbikowski.
Ce format est aujourd'hui obsolète, mais il figure comme entête de tous les exécutables couramment utilisés par Windows, permettant d'afficher le message « This program cannot be run in DOS mode » lorsqu'il est exécuté sous MS-DOS.